# Erica cerviciflora
Erica cerviciflora är en ljungväxtart som beskrevs av Richard Anthony Salisbury. Erica cerviciflora ingår i släktet klockljungssläktet, och familjen ljungväxter. Inga underarter finns listade i Catalogue of Life.